# Tianjin Open 2015
Tianjin Open 2015 — жіночий професійний тенісний турнір, що проходив на кортах з твердим покриттям. Це був другий за ліком турнір. Належав до Туру WTA 2015. Відбувся в Тяньдзіні (Китай). Тривав з 12 до 18 жовтня 2015 року.

## Очки і призові

### Нарахування очок
| Дисципліна       | П   | Ф   | ПФ  | ЧФ | 1/8 | 1/16 | Q   | Q3  | Q2  | Q1  |
| Одиночний розряд | 280 | 180 | 110 | 60 | 30  | 1    | 18  | 14  | 10  | 1   |
| Парний розряд    | 280 | 180 | 110 | 60 | 1   | Н/Д  | Н/Д | Н/Д | Н/Д | Н/Д |

### Призові гроші
| Дисципліна       | П        | Ф       | ПФ      | ЧФ     | 1/8    | 1/161  | Q3     | Q2     | Q1  |
| Одиночний розряд | $111,163 | $55,323 | $29,730 | $8,934 | $4,928 | $3,199 | $1,852 | $1,081 |     |
| Парний розряд *  | $17,724  | $9,222  | $4,951  | $2,623 | $1,383 | Н/Д    | Н/Д    | Н/Д    | Н/Д |

1 Кваліфаєри отримують і призові гроші 1/16 фіналу

* на пару

## Учасниці основної сітки в одиночному розряді

### Сіяні
| Країна   | Гравчиня            | Рейтинг1 | Сіяна |
| -------- | ------------------- | -------- | ----- |
| Італія   | Флавія Пеннетта     | 7        | 1     |
| Польща   | Агнешка Радванська  | 8        | 2     |
| Чехія    | Кароліна Плішкова   | 9        | 3     |
| Україна  | Еліна Світоліна     | 18       | 4     |
| Франція  | Крістіна Младенович | 28       | 5     |
| Бразилія | Тельяна Перейра     | 52       | 6     |
| США      | Алісон Ріск         | 60       | 7     |
| КНР      | Чжен Сайсай         | 65       | 8     |

- 1 Рейтинг подано станом на 5 жовтня 2015

### Інші учасниці
Нижче наведено учасниць, які отримали вайлдкард на участь в основній сітці:
- Дуань Інін
- Флавія Пеннетта
- Чжан Юсюань

Нижче наведено гравчинь, які пробились в основну сітку через стадію кваліфікації:
- Людмила Кіченок
- Надія Кіченок
- Ольга Савчук
- Ніколь Вайдішова

### Відмовились від участі
До початку турніру
- Белінда Бенчич →її замінила  Алла Кудрявцева
- Александра Дулгеру →її замінила  Нао Хібіно
- Марина Еракович →її замінила  Унс Джабір
- Полона Герцог →її замінила  Патрісія Марія Тіг
- Моніка Нікулеску →її замінила  Лю Фанчжоу

## Учасниці основної сітки в парному розряді

### Сіяні
| Країна  | Гравчиня            | Країна    | Гравчиня       | Рейтинг1 | Сіяна |
| ------- | ------------------- | --------- | -------------- | -------- | ----- |
| КНР     | Хань Сіньюнь        | Швейцарія | Мартіна Хінгіс | 96       | 1     |
| КНР     | Сюй Їфань           | КНР       | Чжен Сайсай    | 104      | 2     |
| Україна | Людмила Кіченок     | Україна   | Надія Кіченок  | 115      | 3     |
| Україна | Катерина Бондаренко | Україна   | Ольга Савчук   | 127      | 4     |

- 1 Рейтинг подано станом на 5 жовтня 2015

### Інші учасниці
Пари, що отримали вайлд-кард на участь в основній сітці:
- Сюнь Фан'їн /  Ван Янь
- Кан Цзяці /  Ч Шуай

Наведені нижче пари отримали місце як заміна:
- Єлизавета Кулічкова /  Євгенія Родіна

### Відмовились від участі
До початку турніру
- Патріча Марія Ціг (травма лівого зап'ястка)

## Переможниці

### Одиночний розряд
- Агнешка Радванська —  Данка Ковінич 6–1, 6–2

### Парний розряд
- Сюй Їфань /  Чжен Сайсай —  Дарія Юрак /  Ніколь Мелічар 6–2, 3–6, [10–8]